# Белинда (спутник)
Белинда (англ. Belinda) — спутник планеты Уран. Была открыта 13 января 1986 года по снимкам, сделанным аппаратом «Вояджер-2», и получила временное обозначение S/1986 U 5. Названа по имени главной героини из поэмы Александра Поупа «Похищение локона». Также обозначается как Уран XIV.
Белинда принадлежит к группе Порции, которая также включает в себя Бианку, Крессиду, Дездемону, Джульетту, Порцию, Розалинду, Купидона и Пердиту. У этих спутников схожие орбиты и фотометрические свойства.
За исключением орбиты, радиуса в 45 км и геометрического альбедо 0,08, о Белинде практически ничего не известно.
На снимках, переданных «Вояджером-2», Белинда выглядит как продолговатый объект, направленный своей главной осью на Уран. Белинда очень сильно вытянута, соотношение её поперечного размера к продольному составляет 0,5 ± 0,1. Поверхность имеет серый цвет.